# Suburbicon
Suburbicon è un film del 2017 diretto da George Clooney, con protagonisti Matt Damon, Julianne Moore e Oscar Isaac.

## Trama
Nel 1959, nella tranquilla città-modello di Suburbicon, con lo stupore e lo choc della borghesia xenofoba statunitense (al punto di lanciare una petizione), si trasferisce la prima famiglia di colore. Negli stessi giorni Rose, moglie di Gardner Lodge, viene assassinata ma, mentre i benpensanti incolpano la famiglia appena trasferitasi, la verità che emergerà è tutt'altra: non solo Lodge, in combutta con la cognata Margaret (sorella gemella di Rose) ha architettato l'assassinio di sua moglie assoldando due scagnozzi della mafia locale, ma i due hanno anche progettato un piano per sfruttare la polizza assicurativa di Rose istituita pochi mesi prima per fuggire ad Aruba, protettorato olandese dove non vige la doppia estradizione, e farsi una nuova vita. I conti di Gardner, infatti, sono da tempo perennemente in rosso visti i ripetuti fallimenti riscontrati dalla sua attività.
Tutto sembra funzionare, ma Nicky, il figlio di Lodge, è insospettito dallo strano comportamento del padre e della zia, soprattutto quando scopre che Margaret e Gardner hanno finto di non riconoscere gli assassini durante un confronto all'americana. Lo zio Mitch fratello di Rose, da tempo non si fida del cognato e della sorella Margaret, avendo il presentimento che ora il nipote si trovi in una famiglia che non lo ama, e che possa essere in serio pericolo. 
A complicare ulteriormente le cose giunge un investigatore assicurativo della compagnia che, annusando la truffa, scopre il piano di Lodge e lo ricatta, minacciando di denunciarlo alla polizia se non gli cede l'intero importo, ma viene poi avvelenato da Margaret, che gli mette della soda caustica nel caffè e, mentre scappa di casa in preda ai dolorosi effetti di quanto ingerito, viene finito da Lodge. A quest'ultimo spetta il compito di disfarsi del cadavere e si allontana di casa mentre Nicky, che assiste all'avvelenamento dell'investigatore, riesce a contattare suo zio Mitch per chiedere aiuto. Margaret, spaventata sempre di più dal coinvolgimento di Nicky nella vicenda, decide di sbarazzarsi di lui e gli prepara un tramezzino ed un bicchiere di latte avvelenati, ma il bambino ormai non si fida e rimane rinchiuso in camera sua.
Nel frattempo uno degli assassini si dirige a casa Lodge per uccidere figlio e cognata, come rappresaglia nei confronti di Gardner, visto il mancato pagamento dell'assassinio di Rose. Dopo aver portato il cadavere dell'assicuratore lontano, Lodge trova per strada l'altro assassino, il quale gli va incontro, ma viene investito da un'autobotte dei pompieri e muore nell'incidente. Lodge ritorna finalmente a casa e trova una carneficina: il cadavere della cognata e amante Margaret, strangolata dall'assassino, ed i corpi esanimi del killer e dello zio Mitch, che si sono uccisi a vicenda nella colluttazione. Ritrovato suo figlio impaurito in un armadio Lodge, ignaro del veleno, si mangia il tramezzino e si beve il latte mentre, parlando con tono grave, offre a Nicky due possibilità: la copertura del caso o la sua morte. Nel finale vediamo Nicky che esce di casa e si mette a giocare a baseball col figlio dei vicini di colore, mentre Gardner giace senza vita, come addormentato, sul tavolo della cucina.

## Produzione

### Sviluppo
Joel ed Ethan Coen originariamente scrissero la sceneggiatura del film nel 1986, dopo il successo del loro film di debutto Blood Simple - Sangue facile.

### Pre-produzione
Nel novembre del 2005, George Clooney è stato annunciato come regista del film.
Nell'ottobre del 2015 Matt Damon, Julianne Moore e Josh Brolin sono entrati nel cast, con l'inizio delle riprese fissato per l'anno seguente. A maggio del 2016 Oscar Isaac e Woody Harrelson si sono aggiunti al cast. Ad agosto dello stesso anno Noah Jupe e Glenn Fleshler sono entrati nel cast rispettivamente nel ruolo del figlio di Damon e di un killer. Il 27 settembre Harrelson ha dichiarato che non avrebbe partecipato al film per via di altri impegni cinematografici.

### Riprese
Le riprese principali sono cominciate l'11 ottobre 2016 a Los Angeles.

### Post-produzione
Nell'agosto del 2017, Clooney ha rivelato ad Entertainment Weekly di aver dovuto tagliare tutte le scene con presenti il personaggio interpretato da Josh Brolin dopo essersi accorto che "erano un po' troppo fuori luogo e spezzavano la tensione narrativa del film".

## Colonna sonora
Alexandre Desplat ha composto la colonna sonora del film.

## Promozione
Il primo trailer del film viene diffuso il 27 luglio 2017 dal canale YouTube della Paramount Pictures.

## Distribuzione
Il film è stato selezionato in concorso alla 74ª Mostra internazionale d'arte cinematografica di Venezia.
La pellicola è stata distribuita nelle sale cinematografiche statunitensi a partire dal 27 ottobre 2017, ed in quelle italiane dal 14 dicembre dello stesso anno.

## Accoglienza

### Critica
Sul sito Rotten Tomatoes il film ottiene il 26% delle recensioni professionali positive, con un voto medio di 4,9 su 10.

### Incassi
Nel primo fine settimana di programmazione negli Stati Uniti, il film si posiziona al nono posto con un incasso di 2,8 milioni di dollari.

## Riconoscimenti
- 2017 - Mostra internazionale d'arte cinematografica di Venezia[15]
  - Premio Fondazione Mimmo Rotella a George Clooney
  - In competizione per il Leone d'oro al miglior film
- 2017 - San Diego Film Critics Society Awards[16]
  - Candidatura per il miglior attore non protagonista a Oscar Isaac
- 2018 - Saturn Award[17]
  - Candidatura per il miglior film thriller